# Асикева къща
Асикевата къща (на гръцки: Οικία Aσίκη) е къща в град Лерин, Гърция.

## Местоположение
Къщата е разположена във Вароша, на булевард „Елевтерия“ № 51, край река Сакулева. Собственост е на Михалис Асикис.

## История
Собственост е на Михалис Асикис.
В 1987 година къщата е обявена за паметник на културата.